# Vespersaurus
Vespersaurus (il cui nome in latino significa "lucertola occidentale") è genere estinto di dinosauro teropode noasauridae vissuto nel Cretaceo superiore, circa 90 milioni di anni fa (Turoniano), in quella che oggi è la Formazione Rio Paraná, nel bacino del Paraná, Brasile. Il genere contiene una singola specie, ossia V. paranaensis.

## Descrizione

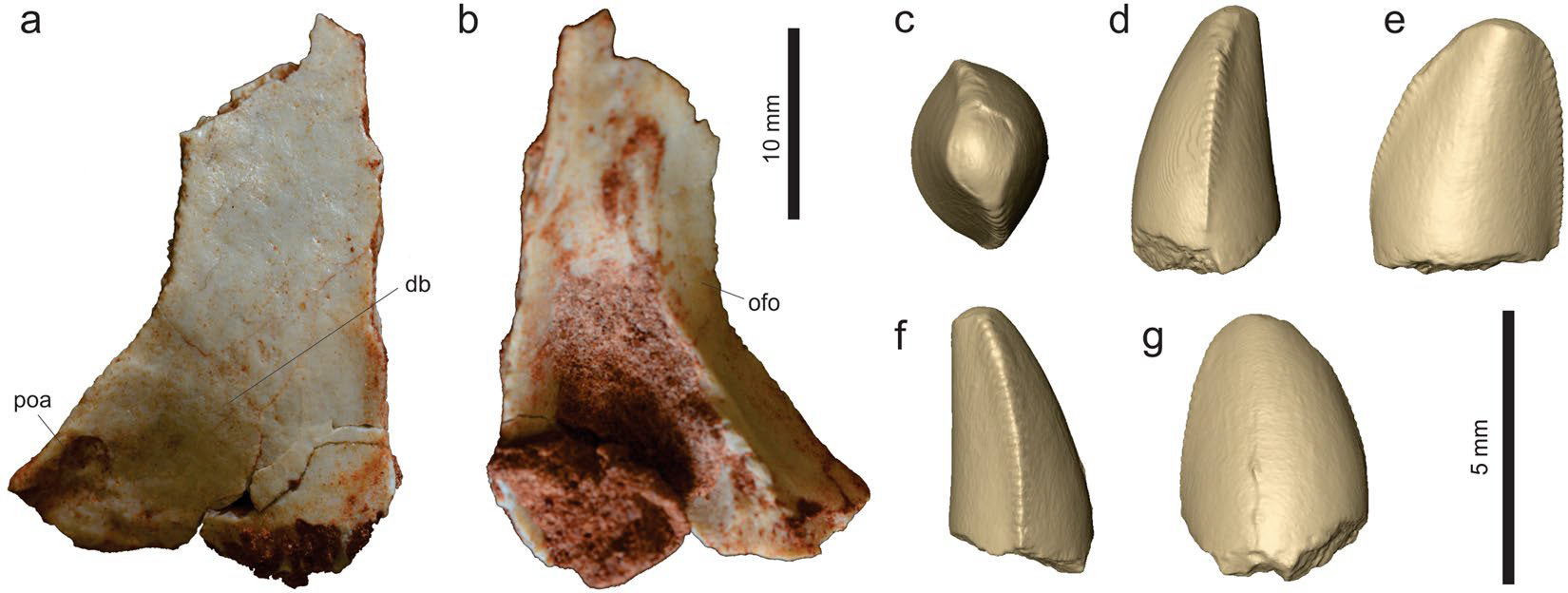
Osso frontale e denti

Vespersaurus era un piccolo predatore, lungo circa 1,50 metri (4,9 piedi), un'altezza alle anche di 0,80 metri (2,6 piedi), per un peso di 11 kg, che visse in quello che un tempo era il grande deserto di Botucatu. A differenza di molti teropodi, che camminano poggiando su tre dita, Vespersaurus è monodattilo funzionale, ossia camminava poggiando il peso del corpo sul terzo dito del piede, caratteristica alquanto inusuale tra gli arcosauri. Le dita I e IV sono, invece, più corte e compresse lateralmente e, probabilmente, venivano mantenute sollevate da terra e utilizzate come arma nei combattimenti intraspecifici. Questa scoperta fa eco alla scoperta di alcune impronte fossili che ritraggono un solo dito, ritrovate negli stessi luoghi. Questo animale rappresenta il primo dinosauro scoperto nel bacino del Paraná, e uno dei fossili di dinosauro più completo e meglio conservato del Brasile.

## Classificazione
Vespersaurus fa parte della famiglia Noasauridae, più precisamente nella sottofamiglia Noasaurinae, essendo imparentato con teropodi come Noasaurus, Masiakasaurus e Velocisaurus.
Di seguito un cladogramma che mostra la posizione di Vespersaurus all'interno di Noasauridae:
|  | Abelisauridae                                                |
|  |                                                              |
|  | \| \| Limusaurus \| \| \| \| \| \| Elaphrosaurus \| \| \| \| |
|  |                                                              |
|  | Limusaurus                                                   |
|  |                                                              |
|  | Elaphrosaurus                                                |
|  |                                                              |

|  | Limusaurus    |
|  |               |
|  | Elaphrosaurus |
|  |               |

|  | Masiakasaurus                                                 |
|  |                                                               |
|  | \| \| Vespersaurus \| \| \| \| \| \| Velocisaurus \| \| \| \| |
|  |                                                               |
|  | Vespersaurus                                                  |
|  |                                                               |
|  | Velocisaurus                                                  |
|  |                                                               |

|  | Vespersaurus |
|  |              |
|  | Velocisaurus |
|  |              |

|  | Abelisauridae                                                |
|  |                                                              |
|  | \| \| Limusaurus \| \| \| \| \| \| Elaphrosaurus \| \| \| \| |
|  |                                                              |
|  | Limusaurus                                                   |
|  |                                                              |
|  | Elaphrosaurus                                                |
|  |                                                              |

|  | Limusaurus    |
|  |               |
|  | Elaphrosaurus |
|  |               |

|  | Masiakasaurus                                                 |
|  |                                                               |
|  | \| \| Vespersaurus \| \| \| \| \| \| Velocisaurus \| \| \| \| |
|  |                                                               |
|  | Vespersaurus                                                  |
|  |                                                               |
|  | Velocisaurus                                                  |
|  |                                                               |

|  | Vespersaurus |
|  |              |
|  | Velocisaurus |
|  |              |

## Paleoecologia

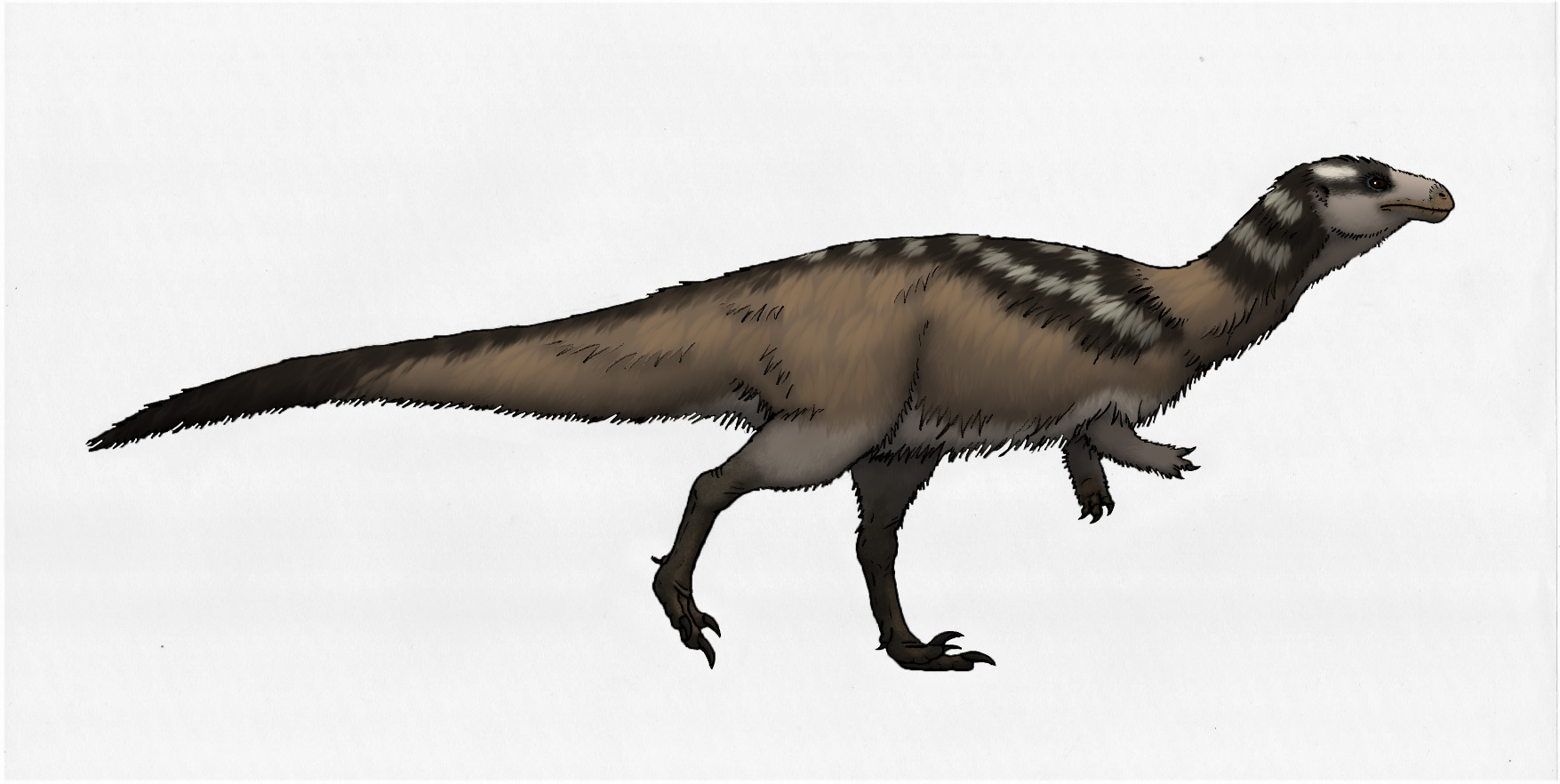
Ricostruzione ipotetica di Vespersaurus paranaensis

Vespersaurus è stato ritrovato nella Formazione Rio Paraná, la cui datazione è però dibattuta. Inizialmente è stata proposta una datazione all'Aptiano/Albiano (Cretaceo inferiore), per via delle presenza di fossili dello pterosauro tapejaride Caiuajara. Altri studi suggeriscono una datazione più giovane, paragonabile a quella della Formazione Adamantina, risalente al Coniaciano/Campaniano, del Cretaceo superiore. Nel 2019, dallo stesso letto d'ossa è stato descritto e nominato un altro pterosauro tapejaromorfo Keresdrakon.